# Sing Tao Daily

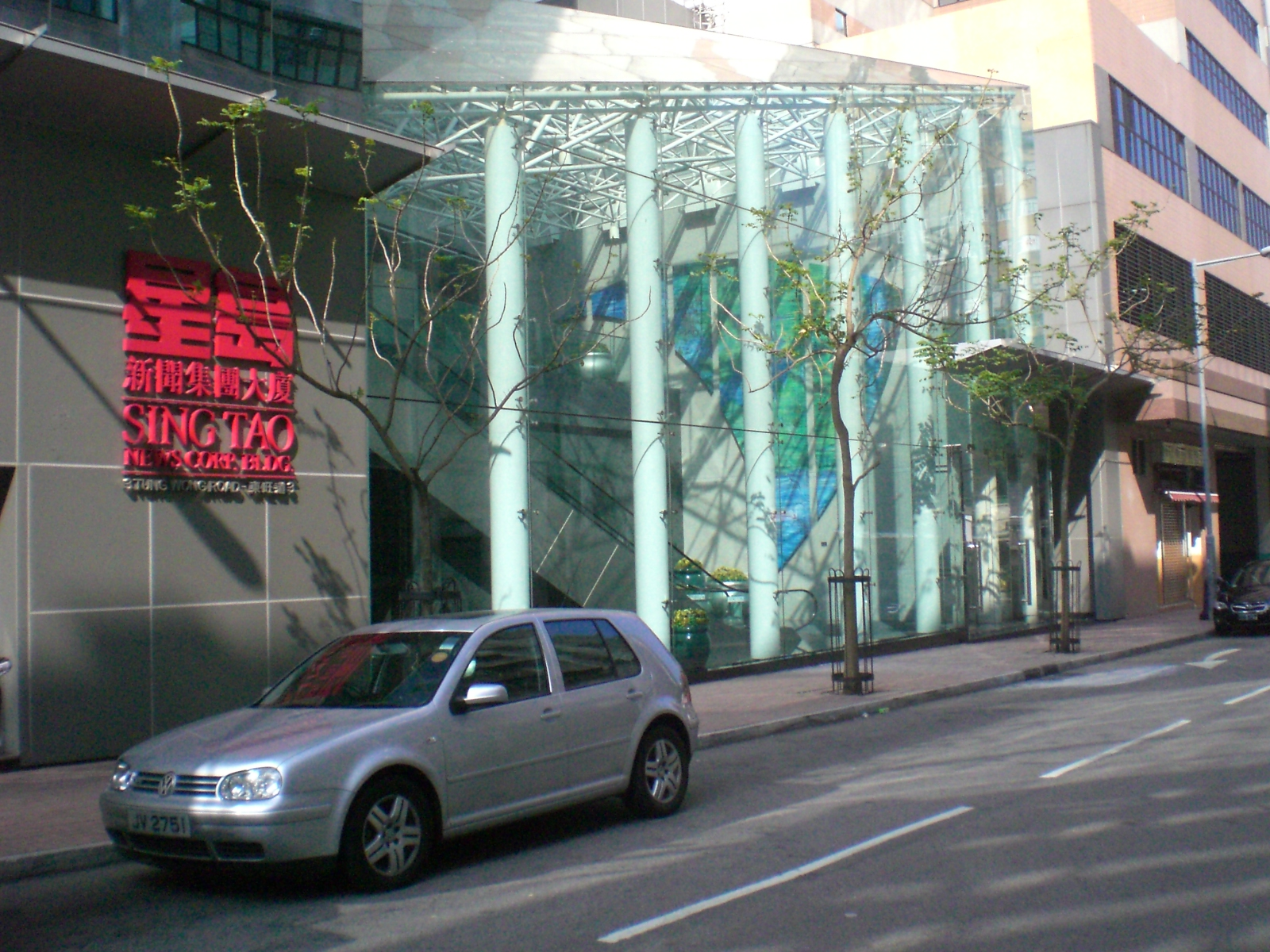
Kantoor van Sing Tao Daily in Hong Kong

Sing Tao Daily (uitgesproken als [Sing Toow Deej-lie]) is Hongkongs tweede grootste Chinese krant en de grootste commerciële Chinese krant in Europa. In Nederland en vele andere Europese landen kan men de Sing Tao Daily European edition kopen bij grote boekwinkels en tabakszaken. De Sing Tao-kranten bestaan uit verschillende edities. Op zaterdag heeft de Europese editie sommige winkels het "Weekend pakket", dat bestaat uit een Sing Tao Daily European edition en het Chinese tijdschrift East Week. Er is een Hongkongse, Australische, Amerikaanse, West-Canadese, Oost-Canadese en een Europese editie.
De Europese editie verschijnt zes keer per week en heeft zo'n 80.000 lezers. 